# Armadillidium willii
Armadillidium willii är en kräftdjursart som beskrevs av Koch 1835. Armadillidium willii ingår i släktet Armadillidium och familjen klotgråsuggor. Inga underarter finns listade i Catalogue of Life.